# Gmina Walnut (hrabstwo Adair, Iowa)
Gmina Walnut (ang. Walnut Township) – gmina w USA, w stanie Iowa, w hrabstwie Adair. Według danych z 2020 roku gmina miała 190 mieszkańców.